# Parafia św. Marii Magdaleny w Madrycie
Parafia św. Marii Magdaleny – parafia Rosyjskiego Kościoła Prawosławnego w Madrycie, w eparchii hiszpańsko-portugalskiej. Skupia głównie wiernych narodowości rosyjskiej.
Świątynią parafialną jest sobór św. Marii Magdaleny, zbudowany w latach 2011–2015 (od 2019 katedra eparchii hiszpańsko-portugalskiej).